# Protonuraghe Scalas
Die Protonuraghe Scalas (auch Nuraghe Scalas genannt) liegt bei Castiadas nahe der Costa Rei in der Provinz Sud Sardegna auf Sardinien.
Reste der Protonuraghe Scalas befinden sich unter den natürlichen Felsen etwa 200 m nordöstlich der Perda fitta von Is Calas. Der Felsaufschluss ist stark bewachsen und es ist schwer die Reste des nuragischen Mauerwerks zu erkennen.

## Zeitstellung
Die etwa 300 Protonuraghen (auch Korridor- oder Pseudonuraghen, italienisch Nuraghe a corridoio) Sardiniens entstanden während der Phase B der zweiphasigen Bonnanaro-Kultur, die als Nachfolger der sowohl megalithischen als auch kupferzeitlichen Monte-Claro-Kultur etwa zwischen 1800 und 1500 v. Chr. herrschte.
Weitere gut erhaltene Protonuraghen sind Albucciu (bei Arzachena), Front’e Mola (bei Thiesi), Frenugarzu und Cubas (bei Dualchi) und Castrulongu (bei Lodine).